# Columba jouyi
Columba jouyi е изчезнал вид птица от семейство Гълъбови (Columbidae).
За птицата е характерна сребриста украска.

## Разпространение
Видът е разпространен в Япония. За последно птицата е била видяна през 1936-та година.